# Liste der Baudenkmäler in Coburg/Lützelbuch

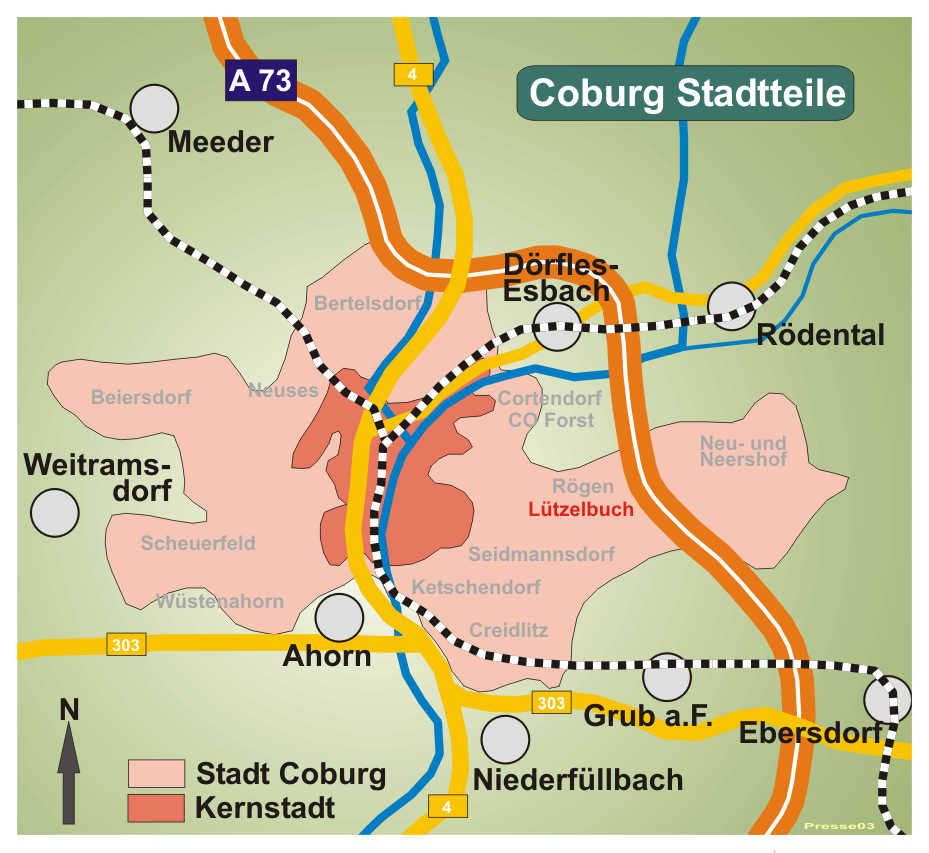
Coburg Stadtteil Lützelbuch

Der Coburger Stadtteil Lützelbuch liegt östlich der Kernstadt.

## Lützelbuch
| Adresse Bezeichnung Akten-Nr.                                   | Beschreibung | Foto |
| --------------------------------------------------------------- | --- | ---- |
| Gaiser Straße 14 (Standort) Ehemaliges Schulhaus D-4-63-000-826 | Dieses ehemalige Schulhaus befindet sich auf einem Kopfgrundstück am westlichen Rand von Lützelbuch; an dieser Stelle münden Teichbergweg, Alter Kirchweg und Am Steinbruch in die Gaiser Straße ein. Das Gebäude entstand 1879 als Wohnhaus und wurde 1883 verkauft. In diesem Jahr wurde es, vermutlich von Julius Girtanner, um einen Lehrsaalanbau erweitert. 1897 erhielt das Gebäude eine Dachsanierung und 1902 eine Schulerweiterung. Über dem in Sandstein ausgeführten Erdgeschoss ist das Obergeschoss als Fachwerkkniestock mit Ziegelausfachung errichtet. An der Rückseite befindet sich ein eingeschossiger Satteldachbau, dessen Dachgeschoss ausgebaut ist und der vermutlich als ehemalige Lehrerwohnung diente. |      |
| Lützelbucher Straße 2 (Standort) Wohnstallhaus D-4-63-000-825   | Dieses zweigeschossige Fachwerkhaus mit Satteldach wurde in der Zeit um 1800 errichtet. Es befindet sich giebelständig zur Lützelbucher Straße auf einem fünfeckigen Grundstück, das nach Norden spitz ausläuft. Das Grundstück befindet sich an der Altstraßenkreuzung der Lützelbucher und Oberfüllbacher Straße mit Am Herrnberg und mit dem Haaresgrund. Das Haus entspricht dem Typus eines Wohnstallhauses mit Fachwerkobergeschoss. Die giebelseitige Verschieferung des Obergeschosses trägt ein historistisches Schablonendekor. Die Giebelseite weist drei Fensterachsen sowie zwei kleinere Fenster im unteren Dachgeschoss auf. Um das Jahr 1900 wurde das Erdgeschoss, das ursprünglich ebenfalls in Fachwerk errichtet war, durch eine Ziegelkonstruktion ersetzt. Auf der Giebelseite sind das Obergeschoss und der Giebel vorgekragt. In der Beschreibung von 1864 wird der Bestand des Anwesens wie folgt beschrieben: „1 Wohnhaus zweystöckig mit Ziegeldach, Hofrecht und Mistplatz gegen Nordwesten, Eingang mittelst steinernen Tritts vom Hof aus, rechts vom Eingang die Wohnung mit Wohnung drüber, links Stallung zu 4 Stück Vieh mit Kammern drüber, angebaut: 1 Stadel zu 1 Tenn 2 Barn mit 1 Schweinestall zu 2 Fach, sodann 1 Backofen mit 1 Schweinestall zu 1 Fach.“ |      |
| Weiherstraße 9 (Standort) Ehemaliges Rittergut D-4-63-000-596   | Die erste Erwähnung des ehemaligen Rittergutes war 1496, als Albrecht von Brandenstein das Anwesen kaufte. 1823 erwarb es Herzog Ernst I. und verpachtete das Domänengut. Unter Herzog Ernst II. folgte 1872 der Verkauf großer Teile des Grundbesitzes an die heimischen Bauern und die Einrichtung des Landarmenhauses im Schloss zusammen mit verbliebenen sieben Hektar Land. Nach dem Anschluss Coburgs an Bayern im Jahr 1920 kam die Einrichtung zum Freistaat, der sie 1923 der Diakonissenanstalt Neuendettelsau unter der Vorgabe übertrug, als Pflegeheim für alte und gebrechliche Menschen weiterzuführen. Die Diakonie erweiterte in den folgenden Jahrzehnten das Pflegehaus Lützelbuch. 1931 wurde ein Altenheim neu gebaut, 1936 eine Kapelle und 1988 ein Pflegeheim. 1990 wurde ein Mitarbeiter-Wohnhaus fertiggestellt, 1998 ein Ersatzbau für das Altenheim. Das ehemalige Rittergutshaus ist ein dreigeschossiger Walmdachbau, dessen Bausubstanz wohl aus dem 18. Jahrhundert stammt. Die Fassade ist durch acht Fensterachsen auf der Längsseite und vier auf der Querseite sowie ein stichbogiges Portal mit Rahmen und Keilstein gekennzeichnet. Die Keller des Gebäudes zeichnen sich durch eine Quaderwölbung aus, die vermutlich aus dem Mittelalter stammt. Die Kapelle von 1936 wurde nach Plänen des Architekten Max von Berg errichtet. Der schlichte Satteldachbau besitzt eine polygonale Altarapsis und einen Holzdachreiter. Eine Bronzeportal zeigt Reliefs der vier Evangelistensymbole. |      |